# Acanthoscelides lespedezae
Acanthoscelides lespedezae is een keversoort uit de familie bladkevers (Chrysomelidae). De wetenschappelijke naam van de soort werd in 1974 gepubliceerd door Iablokov & khnzoryan.